# 長沼宗秀
長沼 宗秀（ながぬま むねひで）は、鎌倉時代後期から南北朝時代の武将。越前権守長沼秀行の子、長沼時宗の孫・宗長の子、長沼宗泰の孫・宗綱の子とする説もある。

## 経歴・人物
正安元年（1299年）12月6日、父の宗泰の譲状により鎌倉幕府が陸奥国長江荘以下の所領を安堵する 。正和元年（1312年）4月14日、長江庄内奈良原郷の地頭職を宗実に譲る。南北朝時代は北朝方に属した。